# Cold Steel
Pour les articles homonymes, voir Cold Steel (homonymie).
 (novembre 2018).
Si vous disposez d'ouvrages ou d'articles de référence ou si vous connaissez des sites web de qualité traitant du thème abordé ici, merci de compléter l'article en donnant les références utiles à sa vérifiabilité et en les liant à la section « Notes et références ».

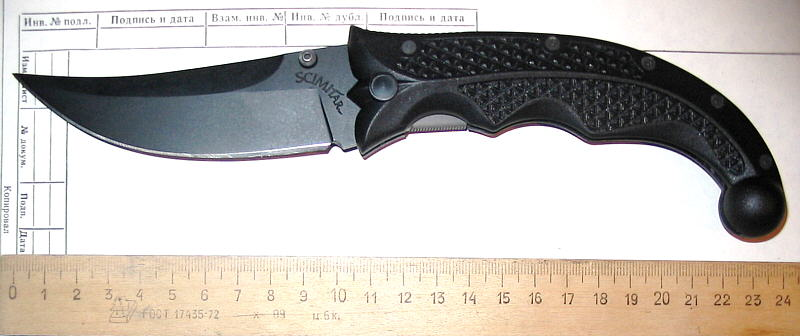
Cold Steel Scimitar

Cold Steel est le nom d'un fabricant américain de couteaux. Cold Steel offre une large gamme de couteaux, de la coutellerie destinée à la cuisine, aux couteaux de combat en passant par des couteaux utilitaires. Réputée pour la qualité de ses produits et la résistance de ses lames, c'est une des grandes marques de la coutellerie.

## Les aciers utilisés
- AUS 8A : Acier riche en carbone et pauvre en chrome, compromis entre résistance à la corrosion, tranchant de la lame et dureté.

- San Mai III : Un acier laminé, avec un acier riche en carbone, dur au niveau du tranchant et au centre de la lame, et deux couches d'acier moins riche en carbone de chaque côté.

- 420J2 : Pauvre en carbone et riche en chrome, cet acier est particulièrement résistant à la corrosion.

- Carbon V : Très riche en carbone

- Premium U.S. High Carbon : Utilisé dans les couteaux utilitaires de bas prix

## Galerie photos

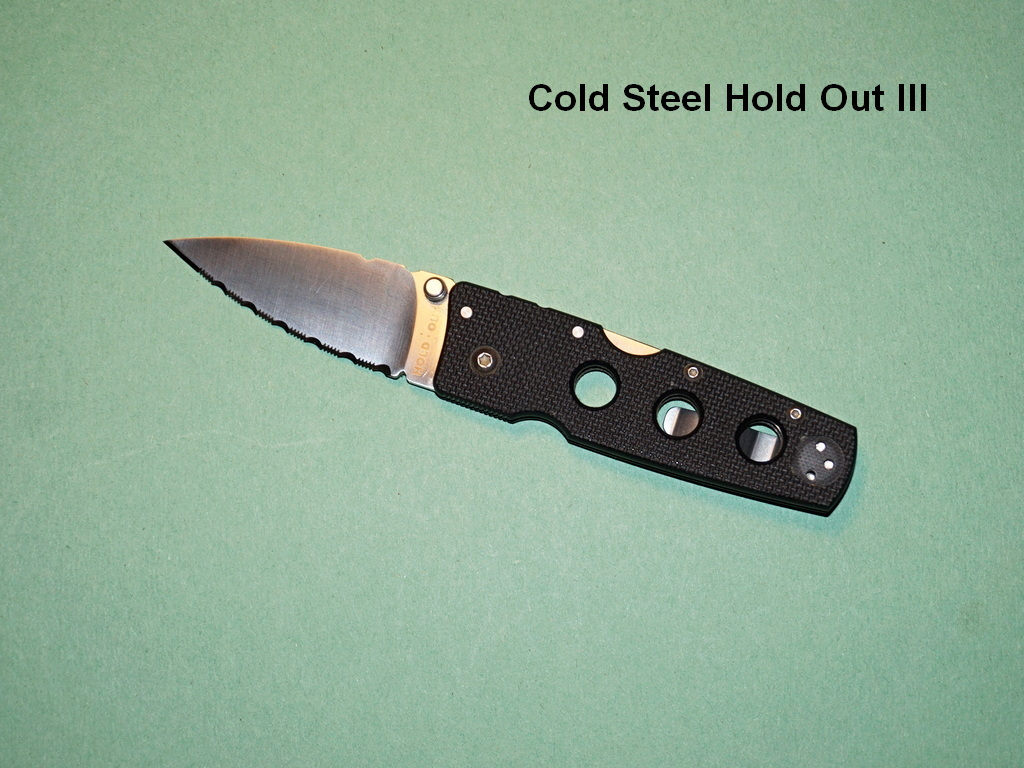
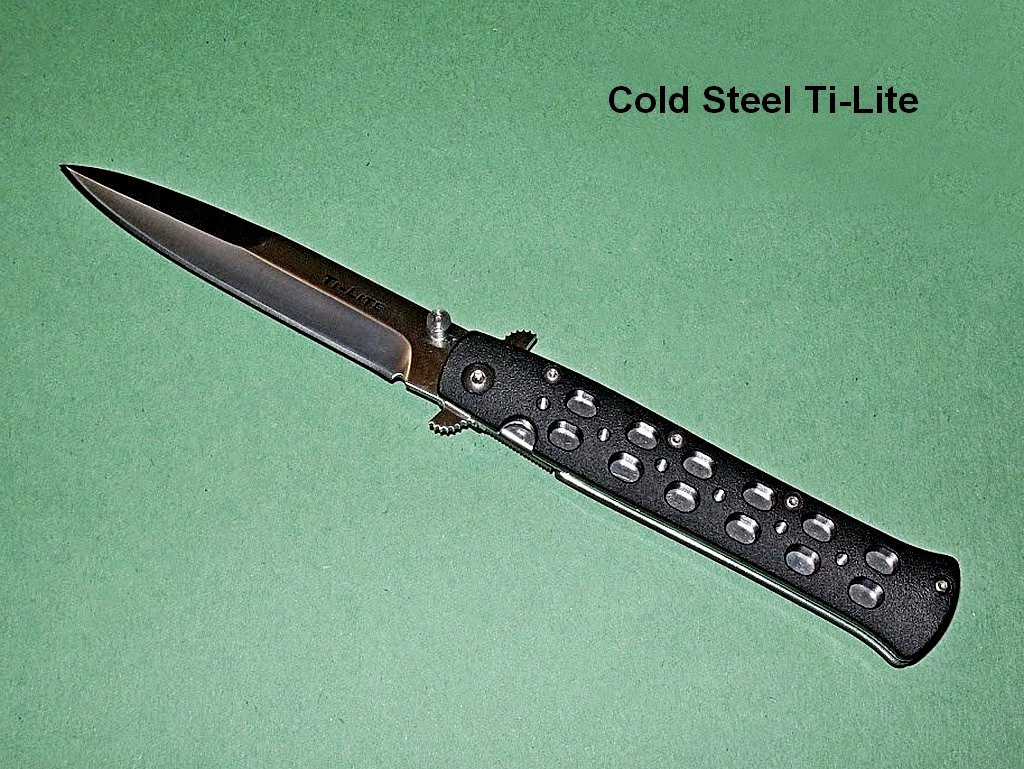
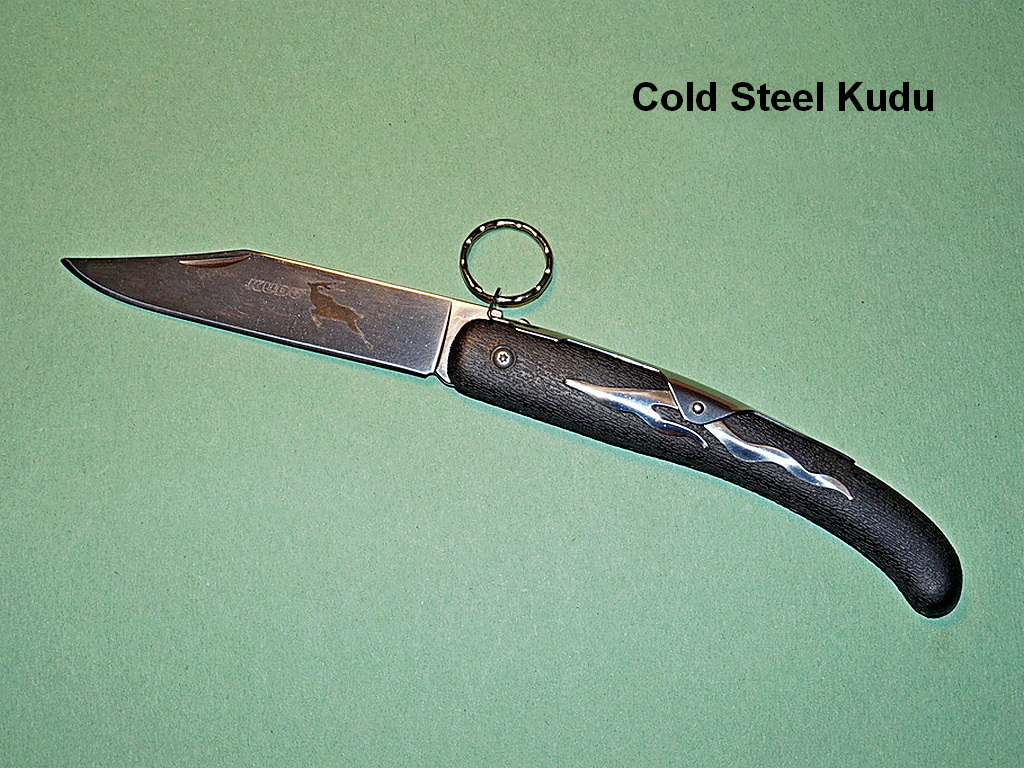
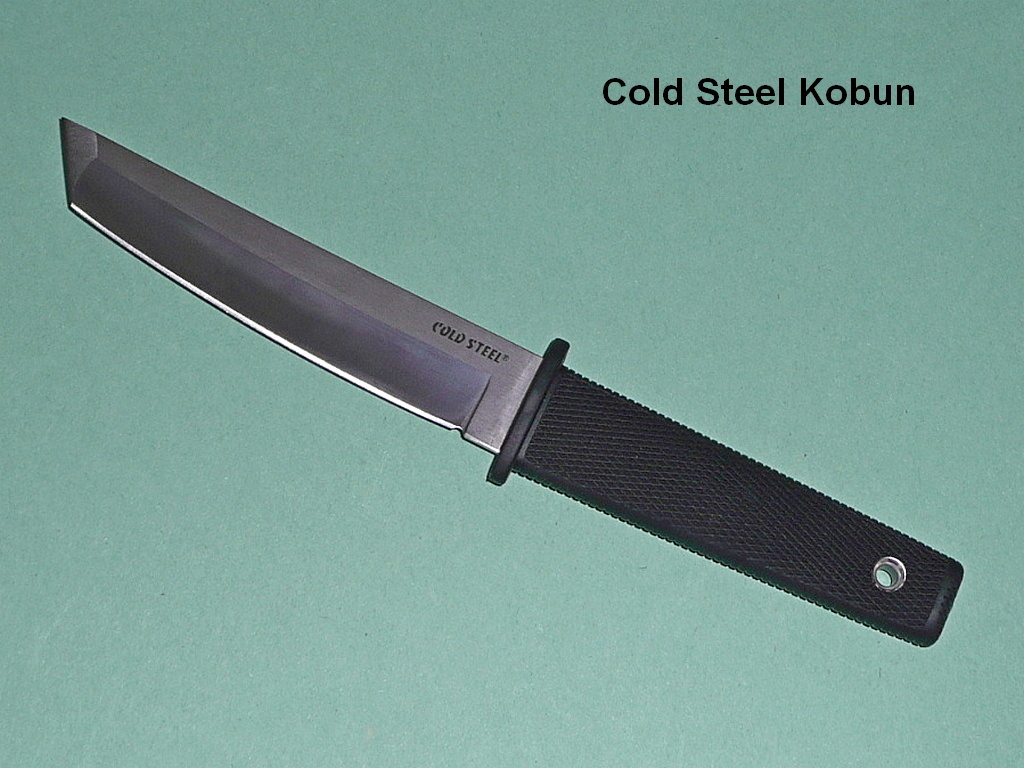